# Crayon Shin-chan - Gekitotsu! Rakugakingdom to hobo yonin no yusha
Crayon Shin-chan - Gekitotsu! Rakugakingdom to hobo yonin no yusha (クレヨンしんちゃん 激突! ラクガキングダムとほぼ四人の勇者?) è un film d'animazione del 2020, scritto da Ryo Takada e diretto da Takahiko Kyogoku, ventottesima pellicola tratta dal celebre franchise Shin Chan.

## Trama
Shin-chan adora guardare un cartone animato intitolato Il ragazzo mascherato; l'anime in questione lo porterà in seguito a vivere una particolare avventura.

## Distribuzione
Inizialmente programmata per il 24 aprile 2020, l'opera è stata distribuita in Giappone dalla Toho a partire dal 20 settembre dello stesso anno in seguito all'emergenza Coronavirus.